# Bridgetown
För andra betydelser, se Bridgetown (olika betydelser).

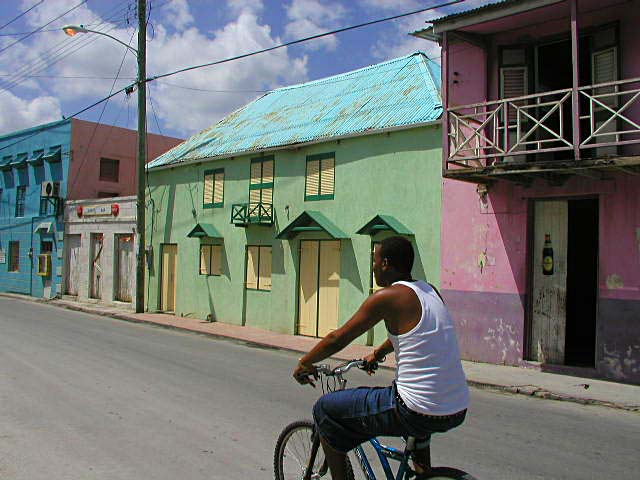
En färgglad Bridgetown-gata

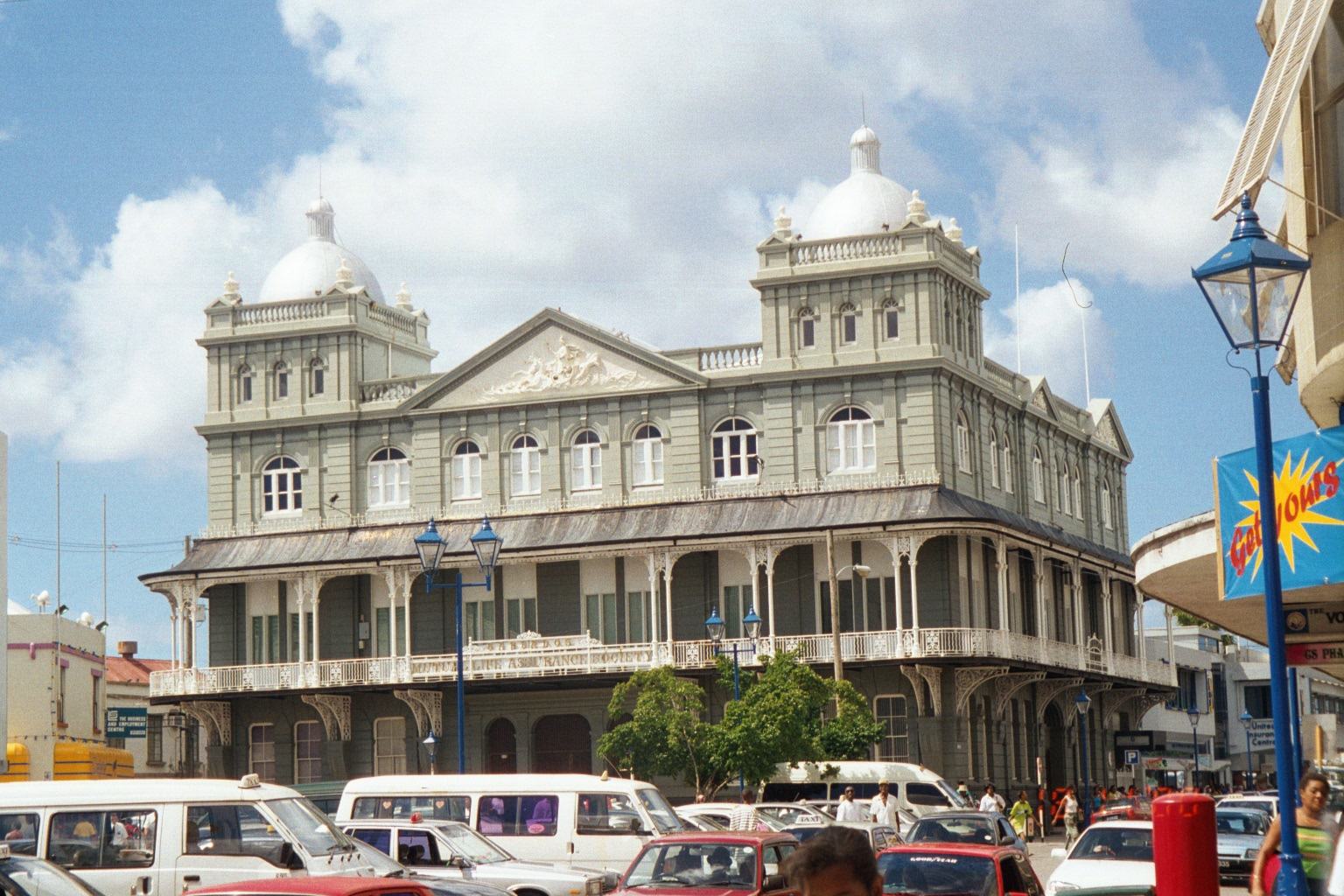
Barbados Mutual Life Assurance Society:s kontorsbyggnad på Broad Street.

Bridgetown, tidigare Town of Saint Michael, är huvudstad samt största stad i staten Barbados. Staden, som grundades 1628 av britter, hade 2009 94 200 invånare. Storstadsområdet ligger i församlingen Saint Michael. Lokalt kallar man ibland staden "The City", även om det vanligaste smeknamnet är "Town". Utseendemässigt sett består staden av många både nya och gamla delar.
Delar av Storbridgetown ligger på gränsen till de omgivande församlingarna Christ Church och Saint James. Även om det inte finns någon kommunstyrelse på ön styrs den direkt som en administrativ division av samlingsregeringen.
Stadens nuvarande läge etablerades av engelska bosättare år 1628 och ersatte en föregående bebyggelse vid James Town. 2011 blev staden och dess garnison ett världsarv.

## Historia
Barbados var fullständigt övergivet eller obebott när britterna landade på ön, men ett av de få spåren efter tidigare mänsklig vistelse på ön var en primitiv bro byggd över träsket i Careenage-området mitt i nuvarande Bridgetown. Det antogs att bron byggdes av arawakerna, ett folkslag som tillhörde Karibiens urbefolkning. En spridd uppfattning är att arawakerna drevs bort från Barbados till grannön Saint Lucia under en invasion av ett annat folk, kariberna.
När britterna upptäckte bron började de kalla det som i dag är Bridgetown-området för Indian Bridge. Efter 1654, då britterna hade byggt en ny bro över Careenage, blev området känt som Town of Saint Michael, och senare som Bridgetown.

### Tidig kolonisering
Den engelska kolonin Bridgetown grundades den 5 juli 1628 under ledning av Charles Wolverstone, som medförde 64 kolonister till området, som formellt hade gjorts anspråk på av James Hay, 1:e earl av Carlisle. Wolverstone hade sänts ut av en grupp köpmän från London, ledda av sir Marmaduke Rawdon. Gruppen hade fått ett arrendekontrakt på drygt 4 000 hektar (10 000 acres) land av earlen av Carlisle som betalning för tidigare skulder, och varje kolonist som medföljde Wolverstone tilldelades drygt 40 hektar (100 acres) på den norra sidan av Careenage-rännan, där de skulle bygga ett samhälle. Följande oktober mutade Carlisles agenter in den södra stranden vid Needham's Point, och 1631 förvärvade Henry Hawley, den nya guvernören, stora landområden direkt i anslutning till Carlisle Bay. Rapporter om oegentligheter kring denna guvernör ledde till att han greps och överlämnades till England 1639. En utredning visade dock att större delen av Hawleys landaffärer var lagenliga, och att marken, inklusive platsen där själva samhället låg, tillhörde earlen av Carlisle.
Under stadens tidiga historia var den en av de allra viktigaste på kolonierna i den Nya världen på grund av sitt östliga läge i Karibien. Parlamentet i staden grundades 1639, och är det tredje äldsta ännu kvarvarande parlamentet i världen.
Bridgetown är den enda stad utanför det nordamerikanska fastlandet som George Washington besökte. Han besökte ön år 1751 som sällskap till sin halvbror Lawrence som led av tuberkulos. George Washington House, där han bodde under tiden i Bridgetown, är nu en del av det historiska garnisonsområdet (Garrison Historic Area). En annan berömdhet som besökte Bridgetown är Lord Nelson, som den 4 juni 1805 med sitt flaggskepp HMS Victory kom till staden. Efter hans död vid slaget vid Trafalgar samma år gav man torget mitt i staden namnet Trafalgar Square, och 1813 restes en staty över Nelson på torget. 1999 döptes torget om till National Heroes Square, men statyn av Nelson står kvar.
1766 brann stora delar av Bridgetown ner. Den 14 maj 1854 började en koleraepidemi på Fairchild Street mitt i staden. Sjukdomen spred sig över hela ön, och när epidemin väl avtog hade mellan 18 000 och 20 000 av öns befolkning dött.

### Gränser
Bridgetowns tidigaste gränser fastslogs den 4 april 1660 i lag, "för att förhindra den fara som kan föreligga vid eld i eller vid någon av öns hamnsamhällen". Dess södra gräns skulle vara floden (Careenage), medan den västra gränsen fastställdes till den västra gränsen av St. Michaels (numera St. Marys) kyrkogård, och därefter i en rak linje fram till havet. Stadens andra gränser bestod av vissa medborgares ägor, vars läge inte längre med säkerhet kan fastställas. Gränserna ritades inte om förrän 1822.

## Näringsliv
Bridgetown är huvudort för handeln på Barbados, och utgör navet för öns transportsystem. Viktiga näringar i staden är sockerraffinering och framställning av rom. Turism är också viktigt; Bridgetown är en större västindisk turistdestination. Staden är även ett viktigt finansiellt, informations- och konferenscentrum i hela Karibien. I Bridgetown finns filialer till några av världens och Karibiens storbanker.

### Kommunikationer
Bridgetowns hamn, en djupvattenhamn byggd 1961, ligger på 13°7′N 59°37′V / 13.117°N 59.617°V, på öns sydvästra kust längs Carlisle Bay. Innan hamnen byggdes måste allt socker för export ros ut i stora pråmar till lastfartygen, som låg för ankar i Carlisle Bay.
Den internationella flygplatsen Grantley Adams internationella flygplats ligger 16 kilometer sydost om Bridgetowns centrum, och har dagliga flyg till större städer i Storbritannien, USA, Kanada och övriga Karibien.

## Utbildning
För en stad av dess storlek så har Bridgetownområdet många betydelsefulla utbildningsinstitutioner. Där ligger ett av de tre campus som hör till University of the West Indies. Det ligger på en klippavsats i den norra förorten Cave Hill, varifrån utsikten över Bridgetown och dess hamn är spektakulär. The Barbados Community College ligger cirka 4,8 km öster om det centrala affärsdistriktet i en förort känd som "The Ivy", medan Samuel Jackman Prescod Polytechnic ligger utsträckt över stadens östra gräns i en förort som kallas "The Pine". I staden finns secondary schools som Harrison College, Combermere och The St. Michael School.

## Samhälle och kultur
Många av Barbados ministerier och departement ligger i Brigdetownområdet. Parlamentsbyggnaden, som ligger i hjärtat av staden, precis norr om Heroes Square, rymmer det tredje äldsta kvarvarande parlamentet i Samväldet. 
I Bridgetown hölls FN:s globala konferens om en hållbar utveckling för små östater 1994. 
Cricket-VM 2007 hölls i den historiska Kensington Oval i Bridgetown. Den renoverades för att rymma 30 000 åskådare.

## Klimat
Uppmätta normala temperaturer och nederbörd i Bridgetown:
|                                            | Jan | Feb | Mar | Apr | Maj | Jun | Jul | Aug | Sep | Okt | Nov | Dec |
| ------------------------------------------ | --- | --- | --- | --- | --- | --- | --- | --- | --- | --- | --- | --- |
| Normaldygnets maximitemperaturs medelvärde | 28  | 28  | 29  | 30  | 31  | 31  | 30  | 31  | 31  | 30  | 29  | 28  |
| Normaldygnets minimitemperaturs medelvärde | 21  | 21  | 21  | 22  | 23  | 23  | 23  | 23  | 23  | 23  | 23  | 22  |
|                                            |     |     |     |     |     |     |     |     |     |     |     |     |
| Nederbörd                                  | 66  | 28  | 33  | 36  | 58  | 112 | 147 | 147 | 170 | 178 | 260 | 97  |

| Diagram | temperaturer i °C • månadsnederbörd i mm | temperaturer i °C • månadsnederbörd i mm | temperaturer i °C • månadsnederbörd i mm | temperaturer i °C • månadsnederbörd i mm | temperaturer i °C • månadsnederbörd i mm | temperaturer i °C • månadsnederbörd i mm | temperaturer i °C • månadsnederbörd i mm | temperaturer i °C • månadsnederbörd i mm | temperaturer i °C • månadsnederbörd i mm | temperaturer i °C • månadsnederbörd i mm | temperaturer i °C • månadsnederbörd i mm | temperaturer i °C • månadsnederbörd i mm |
|         | 66 28 21                                 | 28 21                                    | 33 29 21                                 | 36 30 22                                 | 58 31 23                                 | 112 31 23                                | 147 30 23                                | 147 31 23                                | 170 31 23                                | 178 30 23                                | 260 29 23                                | 97 28 22                                 |

## Sevärdheter
- Barbados parlamentsbyggnad
- Lord Nelson-statyn
- Saint Michael's Anglican Cathedral, katedral av korallkalksten[1]